# Claudia Barth
Claudia Barth (* 28. Januar 1975 in Ulm) ist eine ehemalige deutsche Ruderin. Sie gewann insgesamt drei deutsche Meistertitel und war 1996 Weltmeisterschaftsdritte.

## Karriere
1993 siegte Claudia Barth bei den Junioren-Weltmeisterschaften im Doppelzweier. 1996 verpasste sie die Olympiateilnahme und nahm stattdessen an den Weltmeisterschaften in den nicht-olympischen Bootsklassen teil. Dort gewann sie zusammen mit Gerte John, Doreen Martin und Lenka Wech im Vierer ohne Steuerfrau Bronze und damit ihre einzige internationale Medaille in der Erwachsenen-Klasse. Zwei Jahre später belegte sie bei den Weltmeisterschaften 1998 in Köln den achten Platz im Doppelzweier. 1999 wechselte Claudia Barth in den Achter und belegte den sechsten Platz bei den Weltmeisterschaften 1999 in St. Catharines. Bei den Olympischen Spielen 2000 ruderte sie zusammen mit Lenka Wech im Zweier ohne Steuerfrau und wurde Sechste.
Die 1,83 m große Claudia Barth startete für den Ulmer Ruderclub Donau. Bei Deutschen Meisterschaften war sie 1995 Zweite im Vierer ohne Steuerfrau zusammen mit Lenka Wech, Steffi Teichmüller und Stefanie Vogel. 1996 war sie Deutsche Meisterin mit Gerte John, Doreen Martin und Lenka Wech und 2000 war sie erneut Deutsche Meisterin mit Lenka Wech, Anja Pyritz und Johanna Prinz. 2000 war sie außerdem Deutsche Meisterin mit Lenka Wech im Zweier ohne Steuerfrau. 1995, 1996 und 1999 war Claudia Barth darüber hinaus Zweite im Achter.
1997 und 1998 trat sie im Skullrudern an. Bei den Deutschen Meisterschaften 1997 war sie Zweite im Einer hinter Daniela Molle. 1998 war sie Dritte im Doppelzweier mit Britta Holthaus und Zweite im Doppelvierer mit Britta Holthaus, Kerstin Kowalski und Meike Evers.